# Grandidierella makena
Grandidierella makena är en kräftdjursart som först beskrevs av J. L. Barnard 1970.  Grandidierella makena ingår i släktet Grandidierella och familjen Aoridae. Inga underarter finns listade i Catalogue of Life.